# 解放街道 (商丘市)
解放街道是中华人民共和国河南省商丘市梁园区下辖的一个街道办事处。

## 行政区划
解放街道下辖以下村级行政区划单位：
孙庄社区、何李庄村、孙楼村、孙小庄村、张饭棚村、解放村。